# Johannes Möhn
Johannes Möhn (* 24. Februar 1850 in Laubenheim; † 5. Oktober 1894 ebenda) war ein hessischer Landwirt und Politiker (NLP) und Abgeordneter der 2. Kammer der Landstände des Großherzogtums Hessen.
Johannes Möhn war der Sohn des Landwirts und Bürgermeisters Johannes Möhn und dessen Ehefrau Katharina, geborene Reitz. Möhn, der katholischen Glaubens war, war Landwirt in Laubenheim und heiratete Maria Josepha geborene Waringer.
Von 1881 bis 1893 gehörte er der Zweiten Kammer der Landstände an. Er wurde für den Wahlbezirk Rheinhessen 8/Ober-Olm gewählt. Er war Bürgermeister in Laubenheim.